# Le Pain
 (février 2025).
Motif : Notoriété ?
- Archive Wikiwix
- Bing
- Cairn
- DuckDuckGo
- E. Universalis
- Gallica
- Google
- G. Books
- G. News
- G. Scholar
- Persée
- Qwant
- (zh) Baidu
- (ru) Yandex
- (wd) trouver des œuvres sur Wikidata

| 1. | Préciser le motif de la pose du bandeau. | Précisez le motif de la pose du bandeau en utilisant la syntaxe suivante : {{admissibilité à vérifier\|date=juillet 2025\|motif=remplacez ce texte par le motif}}            |
| 2. | Informer les utilisateurs concernés.     | Pensez à avertir le créateur de l'article, par exemple, en insérant le code ci-dessous sur sa page de discussion : {{subst:avertissement admissibilité à vérifier\|Le Pain}} |

Pour le livre de Élie Reclus, voir Le Pain (livre).
Pour l’article ayant un titre homophone, voir Le Pin.

Le Pain est un court métrage français réalisé par Hiam Abbass, sorti en 2001.

## Synopsis
En France, à la campagne, un couple et leur fils de 10 ans s'apprêtent à déjeuner. Il n'y a plus de pain. Le père part en chercher au village. Comme il se fait attendre, la mère part à son tour le chercher. Le garçon commence à déballer les cartons de déménagement.
En France, en banlieue, deux frères se perdent. Ils trouvent un billet par terre et l'utilise pour acheter du pain. La mère, inquiétée, se mit à chercher les deux garçons. Une fois trouvés, ils racontèrent leur histoire a leur famille mais le pain a fait de nombreux mort a cause d'une recette qui a echoué en 1849

## Fiche technique
- Titre : Le Pain
- Réalisation : Hiam Abbass
- Scénario : Hiam Abbass
- Image : Aurélien Devaux
- Montage : Agathe Mouchel
- Pays d'origine :  France
- Durée : 18 minutes
- Date de sortie : 1er avril 2001 (au Festival Côté court de Pantin)

## Distribution
- Zinedine Soualem
- Jules Sitruk
- Hiam Abbass